# Sebastián Fernández
Sebastián Bruno Fernández Miglierina (Montevidéu, 23 de maio de 1985) é um futebolista uruguaio que atua como atacante. Atualmente, joga pelo Nacional.
Integrou o elenco da Seleção Uruguaia que disputou a Copa do Mundo de 2010.

## Títulos
Defensor Sporting
- Campeonato Uruguaio: 2007–08

Banfield
- Campeonato Argentino: 2009–10 (Apertura)

Nacional
- Campeonato Uruguaio: 2014–15, 2016
- Torneio Intermédio: 2017[2]